# Incendio forestal en Tenerife de 2023
El 15 de agosto de 2023, se produjo un incendio forestal en la isla de Tenerife (Islas Canarias, España). El incendio impulsado por el viento, el calor y los bajos niveles de humedad provocó evacuaciones masivas, daños generalizados en la flora y fauna de la isla, así como cortes del suministro de agua y luz en algunos de los municipios afectados.
En la actualidad el incendio es considerado de «sexta generación» debido a su gran intensidad y poder altamente destructivo. Asimismo es el peor incendio que ha sufrido Canarias en los últimos 40 años y el peor incendio en España en 2023.

## Incendio
El incendio se originó la noche del 15 de agosto en los altos del municipio de Arafo, extendiéndose rápidamente al vecino municipio de Candelaria. Precisamente, ese día se celebraba en este último municipio los actos principales del día de la virgen de Candelaria, patrona de las Islas Canarias.
Al día siguiente, el incendio ya había superado la cordillera Dorsal y entró en el norte de la isla por el municipio de Santa Úrsula. La hilera de chimeneas de humo recorrió varios kilómetros, abriéndose diferentes frentes. Posteriormente se internaría en el municipio de La Victoria de Acentejo y otros municipios norteños. Debido a la dirección del viento, la nube de humo y cenizas se extendió sobre el área metropolitana de la isla, obligando incluso a cerrar el Parque Marítimo de Santa Cruz de Tenerife, por la caída reiterada de cenizas.

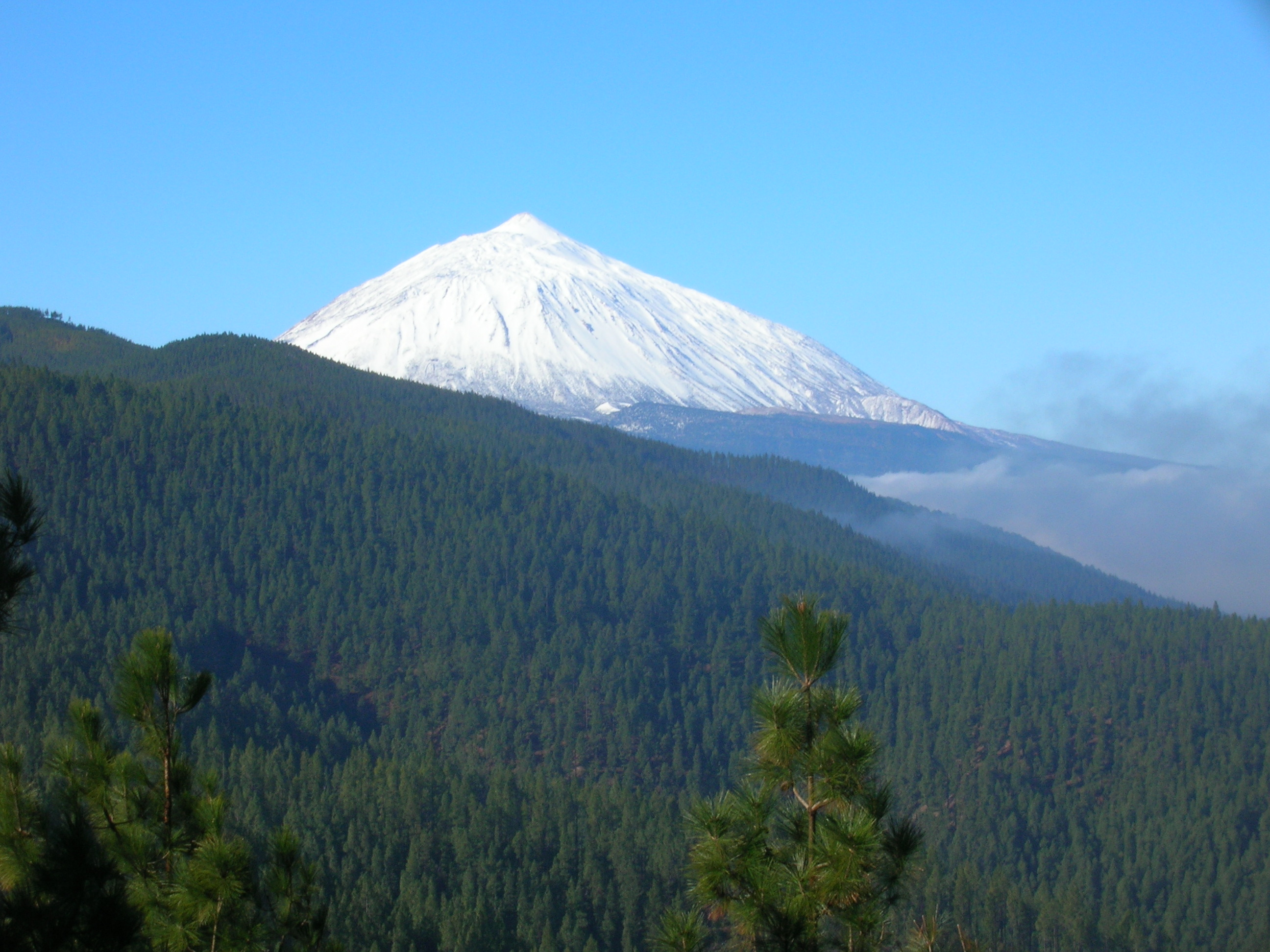
Bosque de pinar de la Cordillera Dorsal de Tenerife, antes del incendio, con el Teide al fondo.

A fecha del 18 de agosto el incendio se había extendido por 11 municipios, consumido una superficie de más de 5000 hectáreas y cerca de un perímetro de 50 kilómetros en  Arafo, Candelaria, El Rosario, La Victoria de Acentejo, La Matanza de Acentejo, Tacoronte, Santa Úrsula, El Sauzal, La Orotava, Los Realejos y Güímar. Para el día siguiente, más de 26.000 personas habían sido evacuadas y conducidas a refugios especialmente establecidos por los ayuntamientos afectados.
El incendio tuvo repercusión en los medios de comunicación nacionales e internacionales y personalidades políticas de España expresaron sus deseos de un feliz término del incendio forestal de Tenerife. El ministro del Interior del Gobierno de España, Fernando Grande-Marlaska se desplazó a Tenerife para conocer de primera mano la envergadura del incendio. Asimismo posteriormente, se trasladaría a la isla el presidente del Gobierno en funciones, Pedro Sánchez.
Se desplegaron numerosas unidades de emergencia provenientes de diferentes islas de Canarias y de otras partes de España. El sábado 19, el incendio se adentró en el Parque Nacional del Teide, lugar declarado Patrimonio de la Humanidad por la UNESCO.
Para el domingo 20 de agosto, el incendio afectaba ya a 10.000 hectáreas, con un perímetro de 70 kilómetros con un gran frente en el norte de la isla, aunque con condiciones meteorológicas más favorables que en días anteriores. Más de 300 efectivos lucharon contra el fuego, que esa noche provocó la evacuación de más de 12.200 personas de 11 municipios distintos.
El lunes 21, el fuego se adentró en el municipio de Fasnia, elevando la cifra a 12 municipios afectados. Asimismo, las llamas llegaron a las proximidades de los telescopios del Observatorio del Teide, si bien, no hubo que lamentar daños materiales en los mismos. Para ese día, el incendio había calcinado 13.300 hectáreas en un perímetro de 90 kilómetros. Este día, el presidente del país, Pedro Sánchez, visitó las zonas afectadas y anunció la declaración de «zona catastrófica» para la isla de Tenerife.
El 22 de agosto se cumplía una semana del inicio del incendio, con el fuego afectando ya a 14.624 hectáreas en un perímetro de 88 kilómetros en 12 municipios distintos.
El viernes 25 de agosto, el incendio fue estabilizado, si bien, no apagado. El 11 de septiembre, el incendio se dio por controlado tras casi un mes desde su inicio y más de 14.000 hectáreas quemadas.
El miércoles 4 de octubre de 2023, el incendio que aún no había sido apagado, se reactivó. Afectó a los municipios de Santa Úrsula y La Orotava, afectando a unas 30 hectáreas de terreno y con unos 3.200 vecinos evacuados. En días posteriores se reactivarían otros frentes debido al viento y el calor.    
El 24 de octubre, los reyes de España Felipe VI y doña Letizia visitaron la zona afectada por el incendio de Tenerife. Ese mismo día bajó a nivel 0 el incendio de Tenerife tras mejorar las condiciones meteorológicas.
El viernes 10 de noviembre de 2023, el Cabildo de Tenerife dio oficialmente el incendio por extinguido.

## Afectación por municipios

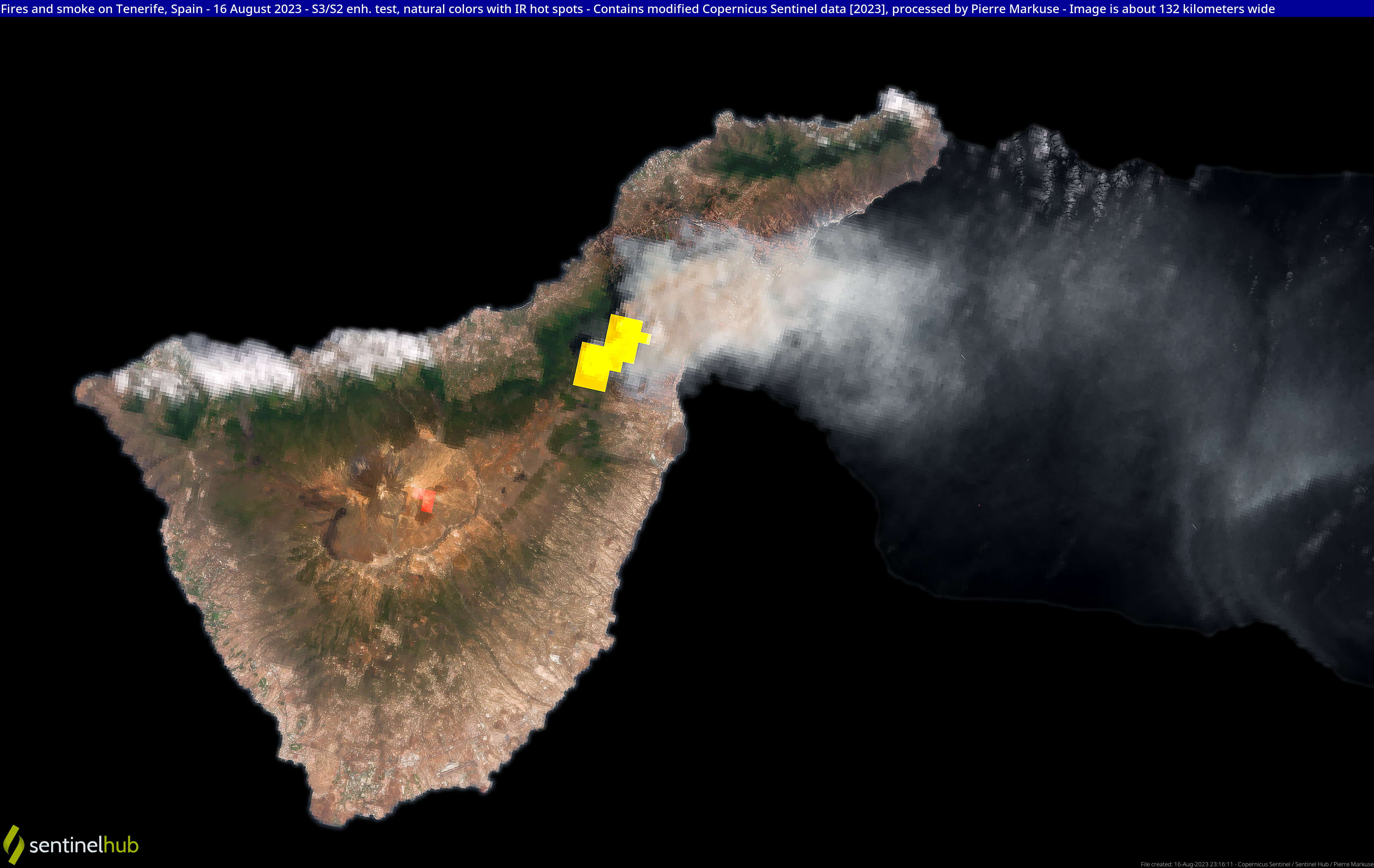
Fotografía satélite de la isla de Tenerife en donde se aprecia la columna de humo del incendio.

La superficie afectada en cada uno de los municipios a fecha del 18 de agosto de 2023, son:
- Arafo (44%)
- Candelaria (35%)
- Santa Úrsula (20%)
- La Victoria de Acentejo (15%)
- El Rosario (13%)
- El Sauzal (7%)
- La Orotava (5%)
- La Matanza de Acentejo (4%)
- Tacoronte (1%)